# すずしょうと
すずしょうとは、しょう（長男）、こう（次男）、すず（三男）からなる日本の三兄弟のYouTuber。UUUM所属。大阪府出身。

## 概要･来歴
YouTubeを始めたきっかけは、長男･しょうが、かわいくて好きすぎる自身の弟の三男･すずのYouTubeをやりたいという願いを叶えるためであり、独学で動画投稿を始めた。
2015年10月16日、YouTubeに「室内ヘリコプターを飛ばせた結果」を公開（本動画が現在公開されているメインチャンネル最初の動画であり、動画には長男･しょう、三男･すずが出演）。
チャンネル名は、開設当初、長男･しょう、三男･すずが出演していたことに由来するが、「しょうとすず」に設定しようとしたところ、Googleの姓名システム上で「しょうと」「すず」が逆転してしまい、「すずしょうと」となった。
2016年、YouTubeクリエイタープロダクションUUUMに加入。
2021年5月12日、デビューシングル「RGB」をリリースして音楽活動を開始。本作はオリコンランキングへチャートインした。
2022年5月18日、1stアルバム「一巻【レター】」を発売。本作もオリコンランキングで、アルバム売上TOP2に最高13位でランクイン。
2023年3月1日、1st写真集「家族写真」を発売。
2023年4月30日、初のU-FES出演中にチャンネル登録者数80万人を突破した。
2023年7月26日、2ndアルバム「プレゼントBOX」をリリース。
2024年5月22日、3rdアルバム「ぼく等のアルバム」をリリース。

## メンバー

### しょう/渡邉奨太郎
三兄弟の長男。1995年9月13日生まれ（29歳）。血液型はO型。イメージカラーは   緑色。身長は176cm。
- 愛称はおしょ、お兄ちゃん、お兄。
- 弟･すずの願いを叶えるべくYouTubeの勉強を始めるなど、とても弟思い[2]。
- 本名は「しょうたろう」と明かされている[9]。
- 嵐のファン[10]。過去にジャニーズ事務所のバックダンサーとして活動していたこともあった[11]。
- 現在は大学院生。教員志望で、自身の教育実習では弟･こうのクラスで授業をしたことがあるとYouTubeで明かしている[12]。
- 少林寺拳法の経験がある。

### こう/渡邉洸二郎
三兄弟の次男。2000年9月23日生まれ（24歳）。血液型はO型。イメージカラーは   青。身長は186cm。
- 愛称はこうさん、あんちゃん（兄ちゃん）、ちゃー。
- 真面目でクールなキャラクター。動画内ではその唐突な距離感に「他人感」などと表現されることがある。
- 現在はフリーター。大学時代は心理学を専攻していた。
- 不本意ながら弟･すずの編集ミスにより、動画上で本名が「こうじろう」であることが判明[13]。その後、兄･しょうによる呼びかけで、X(旧Twitter)では「#こうじろうを救いたい」などのタグがトレンドインした[14]。
- 動画内では素手でスイカを割ったり、金属製フライパンを曲げたりするなど常人ではないその怪力ぶりが明かされている[15][16]。
- 剣道2段[17]。

### すず/渡邉鈴之介
三兄弟の三男。2003年2月18日生まれ（22歳）。血液型はO型。イメージカラーは   黄。身長は180cm。
- 愛称はすー、すーさん。
- すずしょうととしてYouTubeで活動を開始するきっかけとなった人物[2]。
- イベントの歌唱中に兄･しょうによって、本名は「すずのすけ」であることが明かされた[18]。
- 明るい性格と末っ子気質が特徴的。兄･こうとの喧嘩で号泣するという動画はチャンネル最高の440万回再生を記録している[19]。泣き虫な性格とお兄ちゃん子な性格で、しょうが事務所の東京単身上京ドッキリにおいて、自らも高校を中退してついてこうと逆ドッキリを仕掛けるも見破られてしまい、最終的に「行かないで」と号泣する場面も見られた。
- 剣道初段[17]。
- 無類の仮面ライダー好き[20]。
- 過去に大手アイドル事務所からスカウトされたが、YouTube活動を続けるため、辞退したと兄･しょうが配信で明かしている[21]。
- HIKAKINを慕っており、U-FES2023では共演が実現した[22]。

## 家族

### 母/渡邉桂子
三兄弟の母。イメージカラーは   赤。
- 長男･しょうから「サタン」と渾名されている[23]｡
- 石油王から告白されたことがあると長男･しょうが明かしている[24]。
- 動画内で三兄弟に大量の食事を振る舞ったり、ボランティアで数百個規模のおにぎりを握るシーンがあり、料理に定評がある[24]。
- すずしょうとの楽曲「WeeK!!!」や「Step by Step」などの作詞作曲にも携わっており、Satan Keikoという名を使用している。（ディスコグラフィーの項目を参照）

## ディスコグラフィー
| 楽曲名                    | 収録                   | MV公開    | 作詞                       | 作曲                       |
| ------------------------- | ---------------------- | --------- | -------------------------- | -------------------------- |
| 櫻                        | -                      | 2019/4/8  | 髙木星哉                   | 髙木星哉                   |
| RGB                       | RGB(EP) 一巻【レター】 | 2021/4/10 | 松原さらり                 | 南田健吾                   |
| キミイロ                  | RGB(EP) 一巻【レター】 | 2023/2/12 | Takuto Nakasu              | Tomomi Ogata etc.          |
| Prism                     | RGB(EP) 一巻【レター】 | 2021/5/30 | Sori Sawada                | Masaki Asada etc.          |
| Week!!!                   | RGB(EP) 一巻【レター】 | 2021/7/25 | VaChee(Wee’s), Satan Keiko | VaChee(Wee’s), Satan Keiko |
| シャバダバ                | 一巻【レター】         | 2024/3/20 | Funk Uchino etc.           | さいとう涼 etc.            |
| A-1                       | 一巻【レター】         | -         | Yuki Tsujimura             | Yuki Tsujimura             |
| We Are SUZUHOTO           | プレゼントBOX          | 2023/6/23 | WEART                      | WEART                      |
| Step by Step              | プレゼントBOX          | 2023/9/24 | WEART, Satan Keiko         | WEART, Satan Keiko         |
| 恋患者                    | プレゼントBOX          | -         | WEART                      | WEART                      |
| Bon Bon Candy Pop         | プレゼントBOX          | 2022/11/4 | WEART                      | WEART                      |
| WA-CHA-CHA!!              | プレゼントBOX          | -         | Takashi Matsuda, SUZU      | Takashi Matsuda, SUZU      |
| 君がHERO-DA!!             | プレゼントBOX          | -         | WEART                      | WEART                      |
| すずしょうとのマーチ      | -                      | 2024/2/8  | -                          | -                          |
| すずしょうとのオチ確定BGM | -                      | 2024/2/8  | -                          | -                          |
| ※収録内容は未公開         | ぼく等のアルバム       | 2024/5/22 | -                          | -                          |

●すずしょうとメンバーはボールド体で示している。

### シングル

#### RGB
2021年5月12日に発売。すずしょうと初のCDリリース。A・B・Cの3タイプでリリースされた。共通で1曲目に表題曲が収録され、タイプごとに異なるC/W曲が収録されている。Type-Aには「キミイロ」、Type-Bには「WeeK!!!」、Type-Cには「Prism」が収録。オリコンランキングへのチャートインを果たした。

### アルバム

#### 一巻【レター】
2022年5月18日に発売。すずしょうと初のミニアルバム。初回盤と通常盤の2形態でリリースされた。「RGB」に収録された楽曲に加えて、新たに2曲追加された。

#### プレゼントBOX
2023年7月26日に発売。すずしょうと2作目となるミニアルバム。Formal ver.とヒーローver.の2タイプでリリースされた。一巻【レター】と異なり、全曲新たに追加されたものである。Formal ver.には「Bon Bon Candy Pop」が、ヒーローver.には「君がHERO-DA!!!」が収録されている。

#### ぼく等のアルバム
2024年5月22日に発売。すずしょうと3作目となるミニアルバム。(Show. ver.) (Kou. ver.) (Suzu. ver.)とメンバーのバージョン名が付いた3形態でリリースとなる本作は、完全新曲4曲に加え、各ver.のメンバーソロ曲が1曲ずつ収録されている。

## 出演
- 2020年10月17日＝日本テレビ系列『マツコ会議』（兄弟の仲良し動画が話題！ 兄弟動画クリエイターたちのリアルを深掘り！）[35]
- 2022年4月28日＝テレビ東京系列『日本シン人種図鑑』（おおしま兄妹の生態を探る…）
- 2023年1月6日＝khb東日本放送『すずしょうと はじめてのテレビ～ゆるーり仙台歩いてみた～』[36]
- 2023年4月29日＝「U-FES.2023」初参加[37]（しょう､すずはU-FESに観客として来場したことがある[22]）
- 2024年4月25日＝サンテレビ『News×情報 キャッチ+』[38]